# Sun Boy
Sun Boy (Dirk Morgna) es un superhéroe que aparece en los medios publicados por DC Comics, principalmente como miembro de la Legión de Super-Héroes en los siglos 30 y 31. El tiene la capacidad de generar energía solar interna en cualquier grado que desee, desde lo suficiente para encender una sola vela hasta lo suficiente para derretir casi cualquier obstáculo.
Sun Boy apareció por primera vez en 1961 durante la Edad de plata de las historietas.

## Historial de publicación
Sun Boy apareció por primera vez en Action Comics #276 (como un cameo en una historia de Supergirl) y fue creado por Jerry Siegel y Jim Mooney.Su primera aparición completa (aunque como impostor) es en Adventure Comics #290.

## Biografía ficticia

### Edad de Plata
El padre de Dirk Morgna es dueño de una planta de energía nuclear, donde trabaja como ayudante. Mientras entrega suministros a uno de los científicos de la planta, el Dr. Zaxton Regulus, la máquina en la que trabaja el científico explota, lo que provoca la muerte de su compañero de trabajo Zarl Hendricks. El Dr. Regulus culpa a la interrupción del accidente y de su posterior despido. El intenta vengarse de Dirk arrojándolo a un reactor atómico; sin embargo, debido a la "estructura genética única" de Dirk, en lugar de matarlo, la radiación le da el poder de generar calor y luz.
Dirk se postula para la Legión como Sun Boy, pero es rechazado ya que solo ha demostrado su habilidad para generar luz. Más tarde él es aceptado cuando demuestra su habilidad para generar calor.

### "Cinco años después"
Durante el "Five Year Gap" después de las Guerras Mágicas, Sun Boy se convierte en líder de la Legión en medio de una serie de deserciones que resultan en su renuncia. Poco después, Sun Boy es contratado por Earthgov como enlace de relaciones públicas, usando su buena apariencia y popularidad para manipular la opinión pública. Se revela que Earthgov está bajo el control de Dominador y Dirk cumple con sus demandas a pesar de sus dudas personales. Cuando se revela la verdad, se le tilda de traidor a la Legión y a la Tierra. Más tarde, Dirk se expone a una dosis fatal de radiación cuando una esfera de poder explota junto a él durante la destrucción de la Luna. El es asesinado por su amante Circe,en un acto de eutanasia. Su cadáver es animado más tarde por un corto tiempo por su excompañero de equipo Wildfire.
Poco antes de la muerte de Dirk, los miembros del grupo altamente clasificado "Batch SW6" de los Dominadores escaparon del cautiverio. Originalmente, el grupo SW6 parecía ser un grupo de clones legionarios adolescentes, creados a partir de muestras aparentemente tomadas justo antes de la muerte de Ferro Lad a manos del Devorador de Sol. Más tarde, se reveló que eran duplicados de la paradoja del tiempo, tan legítimos como sus contrapartes más antiguas. Después de que la Tierra fuera destruida en un desastre que recordaba la destrucción de Krypton más de un milenio antes,unas pocas docenas de ciudades sobrevivientes y sus habitantes reconstituyeron su mundo como Nueva Tierra. Los legionarios SW6 permanecieron, y su versión de Sun Boy asumió el nombre en código Inferno.
Inferno hizo una aparición en Final Crisis: Legion of 3 Worlds #5, entre muchos legionarios de todo el Multiverso.

### Post-Hora Cero
En la continuidad post-Hora Cero, Dirk Morgna es un personaje secundario, que ocasionalmente obtiene poderes de "Sun Boy", pero no es miembro de la Legión.
El Dr. Regulus vuelve a culpar a Dirk por su despido e intenta matarlo inyectándole oro radiactivo. Esto hace que brille al rojo vivo, cegando a Regulus. No puede controlar este poder y tiene que usar un traje especial para proteger a los demás. Mientras ayuda a la Legión a luchar contra Regulus, usa toda la energía y vuelve a la normalidad.
Dirk regresa en Legionnaires #71 (mayo de 1999), en el que es poseído por un espíritu elemental llamado Ph'yr, uno de los cuatro Elementos del Desastre, y se convierte en una bola de fuego humanoide viviente. Los elementales desean obtener el poder de Mordru. Dirk logra recuperar el control y ayuda a la Legión y al elemental de piedra Brika/Roxx a derrotar a los dos que se habían entregado a los espíritus elementales.

### Threeboot
En la continuidad de la Legión revisada de 2004, a diferencia del resto de sus compañeros de la Legión, los padres de Dirk Morgna apoyan abiertamente el movimiento galáctico que representa la Legión. Al unirse a la Legión como Sun Boy, Cosmic Boy lo nombra líder de campo del grupo. Confundido sobre si su membresía en la Legión es su deseo o el de sus padres, Dirk finalmente opta por renunciar al grupo. Luego decide ayudar a la miríada de descendientes exiliados que viven en el "otro espacio" a raíz de la derrota de su líder, Praetor Lemnos. Con pesar, la Legión accede a su solicitud, pero espera que Dirk finalmente regrese a sus filas.
Dirk y sus asociados son secuestrados por los Dominadores, que desean robarles sus poderes, pero son rescatados por la Legión y los Wanderers.
Sun Boy regresa a la Legión y revela que ha hecho arrestar a todos los miembros restantes de Terra Firma. Su regreso se somete a votación según su petición.
Esta versión de Sun Boy fue asesinado por Superboy Prime en Legion of Three Worlds #3. Su cuerpo luego revivió como parte del Black Lantern Corps en Adventure Comics (vol. 2) #4.

### Crisis Post-Infinita
Los eventos de la miniserie Crisis infinita han restaurado un análogo cercano de la Legión Pre-Crisis on Infinite Earths a la continuidad, como se ve en el arco argumental "La Saga del Relámpago" en Justice League of America y Justice Society of America, y en el arco argumental "Superman y la Legión de Superhéroes" en Action Comics. En la última historia, Sun Boy había sido capturado por Earth Man y conectado a una máquina, que usó sus poderes para convertir en rojos muchos de los soles de la galaxia. Sun Boy es rescatado más tarde por sus compañeros de equipo.

### Legión de los Tres Mundos
En la historia de Final Crisis: Legion of Three Worlds, que sigue a Superman and the Legion of Super-Heroes, Sun Boy se muestra profundamente debilitado y traumatizado por su encarcelamiento, hasta el punto en que ya no puede usar sus poderes. Con este fin, Dirk entrega su anillo de vuelo, renunciando efectivamente a la Legión. En el transcurso de la aventura, las otras dos Legiones son arrastradas a luchar contra la Legión de Super-Villanos. Durante la pelea, Sun Boy "Threeboot" es congelado y aplastado en pedazos por Superboy Prime, lo que le causa dolor al anciano Dirk. Poco después, Dirk decide ponerse su anillo de vuelo nuevamente y se une a la lucha, justo a tiempo para salvar a Polar Boy de la muerte a manos de Superboy Prime.

### Aftermath
En la nueva serie Legion of Super-Heroes, Sun Boy es uno de los muchos legionarios horrorizados por el Gobierno de la Tierra que obligó a la Legión a aceptar a Earth-Man como miembro. Todavía indignado por la forma en que fue utilizado, Sun Boy está firmemente disgustado por el lugar de Earth-Man en el equipo, incluso después de que el ex criminal lo salve de un ataque xenófobo.Sin embargo, durante un ataque del grupo xenófobo "Earthforce", Sun Boy salva a Earth-Man de una muerte segura, declarando que "La Legión se ocupa de los suyos".Sun Boy muere en un accidente de crucero estelar en un planeta extraño; su cuerpo luego es cocinado y comido por los habitantes inteligentes del planeta.
En la secuela de "Watchmen", "Doomsday Clock", Sun Boy se encuentra entre los miembros de la Legión de Super-Héroes que aparecen en el presente después de que el Doctor Manhattan deshiciera el experimento que borró a la Legión de Super-Héroes y a la Sociedad de la Justicia de América.

## Poderes y habilidades
Sun Boy puede generar internamente una cantidad aparentemente ilimitada de radiación electromagnética, tanto calor como luz visible. También es inmune a prácticamente todas las formas de calor y radiación (excepto cuando lo mataron durante la era de la "brecha de cinco años").

### Debilidades
El poder de Sun Boy para irradiar luz y calor puede reflejarse en él a través de espejos, joyas y criaturas que son reflectantes. Si aumenta su poder de radiación al máximo, puede romper espejos en estas situaciones. Un límite a su poder es que no puede arriesgarse a derretir metal cerca de ninguna persona, ya que el intenso calor requerido sería letal.
Aunque rara vez surgió el tema dada su habilidad, se reveló que Dirk sufría de nictofobia.

### Equipo
Como miembro de la Legión de Super-Héroes, se le proporciona un anillo de vuelo de la Legión. Le permite volar y lo protege del vacío del espacio y otros entornos peligrosos, y además fue modificado por Brainiac 5 para que sea resistente al calor.

## En otros medios
- Sun Boy hace apariciones sin hablar en Legion of Super Heroes. Esta versión tiene cabello largo y ojos amarillos con esclerótica negra. Además, obtiene cabello de fuego cada vez que usa sus poderes y deja un rastro de fuego detrás de él mientras vuela.
- Sun Boy aparece en el cómic one-shot Batman '66 Meets the Legion of Super-Heroes.[11]